# Індійська національна академія наук
Індійська національна академія наук, скорочено ІНАН (гінді भारतीय राष्ट्रीय विज्ञान अकादमी; англ. Indian National Science Academy, INSA) зі штаб-квартирою в Нью-Делі — вища наукова організація Індії, що координує та стимулює в Індії дослідження в усіх галузях науки та технології.

## Історія та огляд
Створена 7 січня 1935 року в Калькутті як «Національний інститут наук Індії» — головна установа, що координує науку в країні та покликана бути сполучною ланкою між окремими науковими та освітніми установами й колоніальною адміністрацією Британської Індії. Першим президентом академії став британський хімік, геолог і геодезист Льюїс Фермор, якого 1937 року змінив перший індійський президент — астрофізик Мегнад Саха. Після проголошення незалежності 1945 року уряд Індії підтвердив статус інституту як головного наукового товариства Індії, що представляє всі галузі науки й технології.
У травні 1946 року штаб-квартира інституту переїхала в кампус Делійського університету, а згодом отримала власну будівлю в Делі, закладену 1948 року за участю Джавахарлала Неру і закінчену до 1951 року. 1968 року інститут представляв Індію в Міжнародній науковій раді (МНР). 1970 року організація отримала свою поточну назву та статус національної академії. Від 2004 року є учасником Берлінської декларації про відкритий доступ до наукових та гуманітарних знань. 1990 року для академії зведено нову будівлю за проєктом архітектора Раджа Ревала.
Академія відіграє значну роль у популяризації, визнанні та заохоченні передового досвіду в наукових дослідженнях, а також стимулюванні його застосування для підвищення національного добробуту, захисту інтересів науковців, встановленні співробітницьких зв'язків з міжнародними науковими організаціями та формулюванні експертних думок з національних питань.
З метою заохочення прагнення до досконалості в галузі науки та технології академія започаткувала 59 нагород у чотирьох категоріях: від нагород для молодих науковців до міжнародних премій. Вона також видає журнали, організовує наукові дискусії та публікує праці та монографії.

## Члени академії
Особовий склад академії складається з членів-засновників, дійсних, іноземних та «правасі»-членів. Обрання до академії здійснюється лише за номінацією.
Академія має поділ за географічним принципом; всі дійсні члени належать до одного з 13 регіональних відділень:
| Штаб-квартира (місто) | Охоплення академіків (регіони чи міста) | Голова відділення (на 2018—2021 роки) |
| --------------------- | --- | ------------------------------------- |
| Ахмадабад             | Штати Гуджарат і Раджастхан (повністю) | Ш'ям Лал                              |
| Бангалуру             | Штат Карнатака (повністю) | Рене Борджес[уточнити]                |
| Бхубанешвар           | Штати Одіша та Біхар (повністю) | Т. К. Адх'я                           |
| Варанасі              | Варанасі, Азамгарх, Горакхпур (шт. Уттар-Прадеш)                                                                                               | Дебабрата Даш                         |
| Делі                  | Делі; Агра, Аліґарх, Газіабад, Мірут, Нойда (шт. Уттар-Прадеш); Гваліор, агломерація Сагар — Бхопал (шт. Мадг'я-Прадеш); Ґурґаон (шт. Хар'яна) | Субрата Сінха                         |
| Колката               | Бардхаман, Колката (вкл. Джадавпур), Кальяні (шт. Західний Бенгал); Шиллонг (шт. Мегхалая)                                                     | Хеманта К. Маджумдер                  |
| Канпур                | Канпур (шт. Уттар-Прадеш) | Джитендра Кумар Бера                  |
| Лакхнау               | Лакхнау (шт. Уттар-Прадеш); Найнітал, Пантнаґар, Ранікхет (шт. Уттаракханд)                                                                    | Тапас Кумар Кунду                     |
| Мадурай               | Мадурай, Караїкуді, Тіручирапаллі (шт. Тамілнад), союзн. тер. Пондучеррі (повністю)                                                            | К. Велутхамбі                         |
| Мумбай                | Мумбай (шт. Махараштра); Індаур (шт. Мадг'я-Прадеш)                                                                                            | Г. Равіндра Кумар                     |
| Пуне                  | Пуне, Ахмаднагар, Аурангабад (шт. Махараштра); штат Гоа (повністю)                                                                             | Аніл Кумар                            |
| Праяградж             | Праяградж (шт. Уттар-Прадеш) | Б. К. Агравал                         |
| Тривандрам            | Штат Керала (повністю) | А. Аджаягхош                          |
| Гайдарабад            | Штат Андгра-Прадеш (повністю) | С. Чандрасекхар                       |
| Харагпур              | Дургапур та Харагпур (шт. Західний Бенгал) | Аніндья Саркар                        |
| Чандігарх             | Штати Пенджаб, Гімачал-Прадеш (повністю), Хар'яна (крім міста Гургаон), союзні території Джамму і Кашмір, Ладакх, Чандігарх (повністю)         | Т. Р. Шарма                           |
| Ченнай                | Штат Тамілнад (крім міст Мадурай, Караїкуді , Тіруччирапаллі), місто Тірупаті (у шт. Андхра-Прадеш)                                            | Б. С. Мурті                           |

## Президенти академії
За даними відповідного розділу сайту академії
| Ім'я                            | Роки життя | Фах                                           | Портрет | На посту  |
| ------------------------------- | ---------- | --------------------------------------------- | ------- | --------- |
| Льюїс Лі Фермор                 | 1880—1954  | хімік і геолог                                |         | 1935—1936 |
| Мегнад Саха                     | 1893—1956  | фізик і астрофізик                            |         | 1937—1938 |
| Рам Натх Чопра                  | 1882—1973  | військовик (стимулював розвиток фармакології) |         | 1939—1940 |
| Байні Прашад                    | 1894—1969  | зоолог                                        |         | 1941—1942 |
| Джнан Чандра Гхош               | 1894—1959  | хімік                                         |         | 1943—1944 |
| Дараша Ношерван Вадія           | 1883—1969  | геолог і геодезист                            |         | 1945—1946 |
| Шанті Сваруп Бхатнагар          | 1894—1955  | хімік                                         |         | 1947—1948 |
| Шатьєндранат Бозе               | 1894—1974  | фізик-теоретик                                |         | 1949—1950 |
| Сундер Лал Гора                 | 1896—1955  | іхтіолог                                      |         | 1951—1952 |
| Каріаманіккам Шрініваса Крішнан | 1898—1961  | фізик                                         |         | 1953—1954 |
| Амулья Чандра Укіл              | 1888—1970  | бактеріолог                                   |         | 1955—1956 |
| Прасанта Чандра Махаланобіс     | 1893—1972  | математик і статистик                         |         | 1957—1958 |
| Сісір Кумар Мітра               | 1890—1963  | фізик                                         |         | 1959—1960 |
| Аджудія Натх Кхосла             | 1892—1984  | інженер                                       |         | 1961—1962 |
| Хомі Джехангір Баба             | 1909—1966  | ядерний фізик                                 |         | 1963—1964 |
| Васант Раміджі Кханолкар        | 1895—1978  | патолог                                       |         | 1965—1966 |
| Т. Р. Сешадрі                   | 1900—1975  | хімік                                         |         | 1967—1968 |
| Атма Рам                        | 1908—1983  | хімік                                         |         | 1969—1970 |
| Багепаллі Рамачандрачар Сешачар | 1908—1994  | клітинний біолог                              |         | 1971—1972 |

| Ім'я                               | Роки життя | Фах                               | Портрет | На посту  |
| ---------------------------------- | ---------- | --------------------------------- | ------- | --------- |
| Даулат Сінгх Котарі                | 1906—1993  | фізик і астрофізик                |         | 1973—1974 |
| Бенджамін Пірі Пал                 | 1906—1989  | генетик рослин                    |         | 1975—1976 |
| Раджа Раманна                      | 1928—2004  | ядерний фізик                     |         | 1977—1978 |
| Вулімірі Рамалінгасвамі            | 1921—2001  | лікар-дієтолог                    |         | 1979—1980 |
| Мамбіллікалатіл Говінд Кумар Менон | 1928—2016  | фізик                             |         | 1981—1982 |
| Арун Кумар Шарма                   | 1924—2017  | клітинний біолог, генетик і хімік |         | 1983—1984 |
| Чинтамані Нагеса Рамачандра Рао    | 1934—      | хімік                             |         | 1985—1986 |
| Аутар Сингх Паїнтал                | 1925—2004  | фізіолог і нейробіолог            |         | 1987—1988 |
| Манмохан Шарма                     | 1937—      | хімік-технолог                    |         | 1989—1990 |
| Пракаш Нараїн Тандон               | 1928—      | нейробіолог і нейрохірург         |         | 1991—1992 |
| Шрі Крішна Джоші                   | 1935—2020  | фізік                             |         | 1993—1995 |
| Шрінівасан Варадараджан            | 1928—      | хімік                             |         | 1996—1998 |
| Говердхан Мехта                    | 1943—      | хімік                             |         | 1999—2001 |
| Мартанда Валіатан                  | 1934—      | кардіохірург                      |         | 2002—2004 |
| Рагхунатх Анант Машелкар           | 1943—      | хімік-технолог                    |         | 2005—2007 |
| Маманнамана Віджаян                | 1941—2022  | біолог                            |         | 2007—2010 |
| Крішан Лал                         | 1941       | фізик                             |         | 2011—2013 |
| Рагхавендра Гадагкар               | 1953—      | соціобіолог і еколог              |         | 2014—2016 |
| Аджай Кумар Суд                    | 1951—      | фізик                             |         | 2017—2020 |
| Чандріма Шаха                      | 1952—      | біолог                            |         | 2020—2022 |